# The Real Milli Vanilli
The Real Milli Vanilli fue el nombre de un grupo musical de pop creado en 1991 que contenía algunos integrantes originales de Milli Vanilli: Brad Howell, John Davis, Charles Shaw, Jodi Rocco y Linda Rocco. Por decisión del productor Frank Farian se integraron al nuevo grupo Ray Horton y Gina Mohammed.
El único disco del grupo fue originalmente concebido como el segundo álbum de Milli Vanilli, pero luego se divulgó que los integrantes originales Rob Pilatus y Fabrice Morvan no eran los verdaderos cantantes del exitoso primer álbum y que habían recurrido a la sincronía de labios durante las actuaciones en directo. La desaprobación generalizada del engaño causó que el proyecto del segundo álbum se extinguiera antes de que pudiera ser publicado. Ya en diciembre de 1989 se habían difundido fuertes rumores que Pilatus y Morvan no eran los verdaderos cantantes del grupo, hasta que en noviembre de 1990 Frank Farian aceptó en público la existencia del engaño.
Ante la imposibilidad de seguir trabajando con Pilatus y Morvan, el productor Frank Farian reformó el grupo bajo el nombre de "The Real Milli Vanilli". La cubierta cambió según los integrantes del grupo, así como el título del disco, Keep On Running ahora se llamaría (en consonancia con lo sucedido) The Moment Of Truth. Este álbum se publicó a inicios de 1991 sólo en Europa y Asia, y alcanzó el top 20 en Alemania, aunque poco después fue editado también en México. The Real Milli Vanilli también lanzó dos sencillos, uno de los cuales ("Keep on Running") subió al puesto número 4 en los listados alemanes. Pese a ello, la mala reputación alcanzada con el engaño previo causó que el álbum no alcanzara gran éxito, y de hecho The Moment Of Truth fue el único álbum de la nueva agrupación, que desapareció ese mismo año.

## Discografía

### Álbumes de estudio
- The Moment Of Truth (1991)

### Sencillos
- "Keep On Running" (1990)
- "Tell Me Where It Hurts" (1991)
- "Too Late (True Love)" (1991)
- "Nice'N'Easy" (When We Make Love) (1991)